# Wiskaczan wielki
Wiskaczan wielki (Lagostomus maximus), dawniej także: wiskacza – gryzoń z rodziny szynszylowatych, jedyny żyjący przedstawiciel rodzaju Lagostomus. Zamieszkuje południowo-wschodnią Boliwię, skrajne tereny zachodniego Paragwaju, większą część Argentyny aż do prowincji Rio Negro.

## Nazwa zwyczajowa
W polskiej literaturze gatunek ten przez długi czas określany był jako „wiskacza”. W wydanej w 2015 roku przez Muzeum i Instytut Zoologii Polskiej Akademii Nauk publikacji „Polskie nazewnictwo ssaków świata” nadano mu nazwę „wiskaczan wielki”, rezerwując nazwę „wiskacza” dla rodzaju Lagidium.

## Genetyka
Garnitur chromosomowy wiskaczana wielkiego tworzy 56 par chromosomów.

## Charakterystyka ogólna
Gryzoń o mocnej, krępej budowie, przypominającej królika. Sierść na grzbiecie jest koloru szarego, na szerokiej i zaokrąglonej głowie charakterystyczne czarno-białe pasy. Spód ciała jest białawy. Oczy duże i błyszcząco czarne. Kończyny tylne są dłuższe od przednich. Kończyny przednie mają cztery, zaś tylne trzy palce zakończone długimi pazurami służącymi do kopania. Długi ogon jest puszysty i ciemnej barwy. Wiskacze często siadają na tylnych nogach.

### Wymiary
Długość ciała bez ogona47–66 cm
Długość ogona15–20 cm
Waga ciała2–9 kg (samce prawie dwukrotnie cięższe od samic)

## Środowisko życia
Wiskaczan wielki zamieszkuje pampasy i obszary zakrzewione na suchych wyżynach od stóp Andów.

## Tryb życia
Gryzonie te są aktywne głównie o zmierzchu. Żyją w budowlach (zwanych przez Argentyńczyków viscacheros) w grupach liczących 15-30 (czasami 50) osobników (samce żyją pojedynczo). Budowle te składają się z systemu podziemnych korytarzy i nor. Korytarze osiągają długość 20–300 m i mają liczne wejścia. Budowle takie mogą być użytkowane przez długi czas. Budowę systemu nor rozpoczyna samiec po znalezieniu samicy. Wydobytą ziemię usypują w kopiec, który rośnie z upływem lat. Nory kopane są przednimi łapami, natomiast tylne kończyny wyrzucają ziemię na zewnątrz. Budowle znakowane są substancją zapachową.
Pomiędzy samcami odbywają się rytualne walki. Polegają one na uderzaniu ogonem i kończynami o ziemię. Jeśli żaden przeciwnik nie ustąpi, dochodzi do krwawego starcia, które prowadzi do poważnych obrażeń walczących zwierząt. Do orientacji w podziemnych korytarzach, służą długie, sztywne włosy czuciowe. Wiskaczany wielkie żywią się trawami, ziołami i korzeniami roślin.

### Rozród
W subtropikalnych rejonach występowania samice mogą mieć dwa mioty w roku. Ciąża u samic wiskaczy trwa 153 dni. Po tym okresie przychodzi na świat 1-4 młodych o wadze 200 g. Okres laktacji trwa 21 dni. Młodymi opiekują się samice. Dojrzałość płciową samice uzyskują w 8 miesiącu życia, natomiast samce w 15 miesiącu.

## Zagrożenie i ochrona
W Czerwonej księdze gatunków zagrożonych Międzynarodowej Unii Ochrony Przyrody i Jej Zasobów został zaliczony do kategorii niskiego ryzyka LC. W  wielu miejscach są traktowane jako szkodniki pastwisk i tępione przez rolników.